# آنتونیو سنی

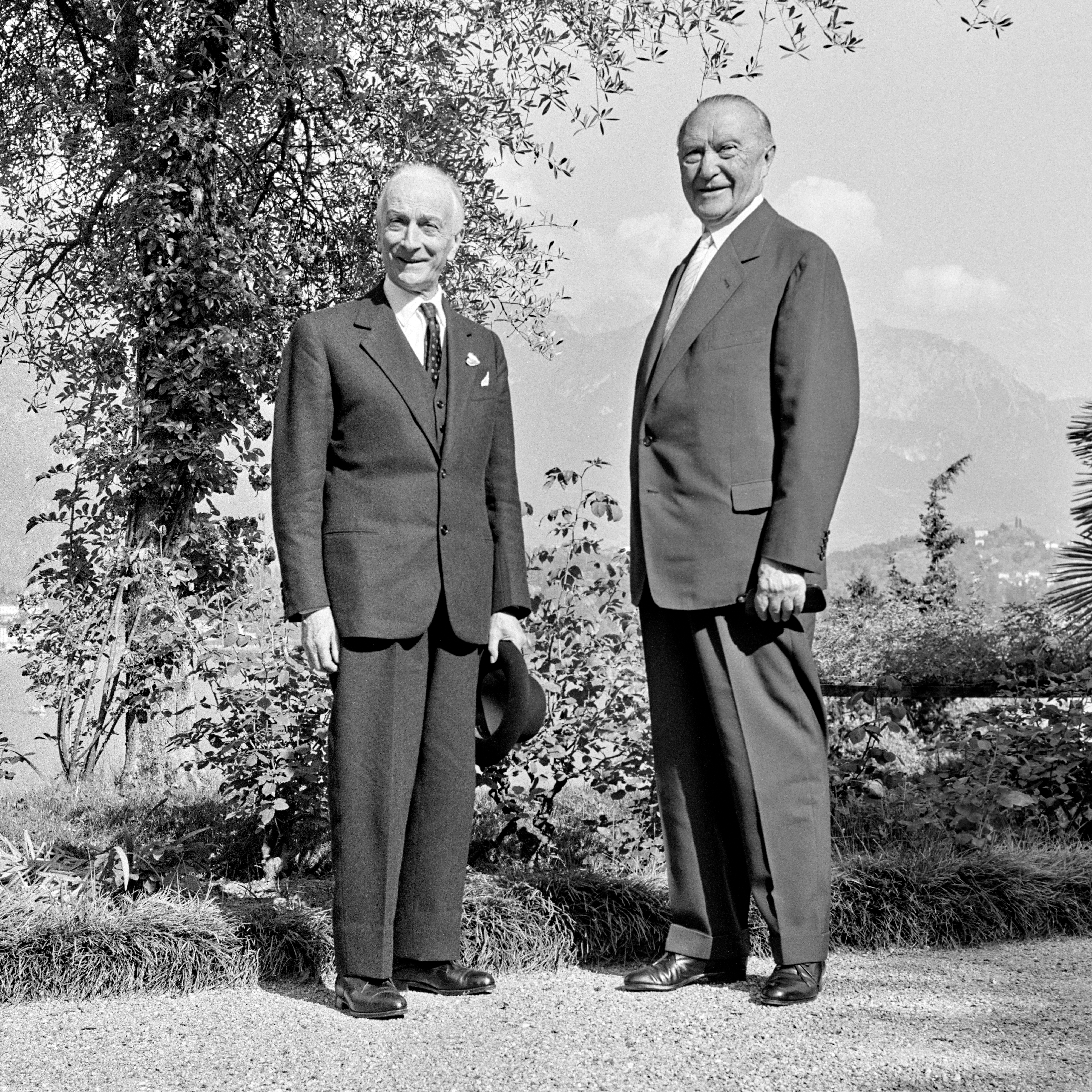
آنتونیو سنی در کنار کنراد آدناور، نخستین صدراعظم آلمان غربی.

آنتونیو سنی (انگلیسی: Antonio Segni; زاده ۲ فوریهٔ ۱۸۹۱ – درگذشته ۱ دسامبر ۱۹۷۲) یک سیاست‌مدار، و دیپلمات اهل ایتالیا بود. وی دانش‌آموخته رشته وکالات در حیطه قانون کشاورزی و تجارت بود.
وی دو بار بین سال‌های ۱۹۵۵ تا ۱۹۵۷ و ۱۹۵۹ تا ۱۹۶۰ ۳۴مین نخست‌وزیر این کشور شد.
سنی در تاریخ ۶ مه ۱۹۶۲ با کسب ۴۴۳ رای موافق از حد نصاب ۸۵۴ رای به عنوان چهارمین رئیس‌جمهور ایتالیا برگزیده شد و در تاریخ ۷ اوت ۱۹۶۴ به علت خونریزی مغزی مجبور به استعفا شد. آنتونیو سنی در ۱ دسامبر ۱۹۷۲ در سن ۸۱ سالگی درگذشت.

## سمت‌ها
- وزیر کشاورزی (۱۹۵۱–۱۹۴۶)
- وزیر آموزش و پرورش (۱۹۵۴–۱۹۵۳) (۱۹۵۳–۱۹۵۱)
- وزیر دفاع (۱۹۵۹–۱۹۵۸)
- وزیر کشور (۱۹۶۰–۱۹۵۹)
- وزیر امور خارجه (۱۹۶۲–۱۹۶۰)
- معاون نخست‌وزیر (۱۹۵۹–۱۹۵۸)
- نخست‌وزیر (۱۹۶۰–۱۹۵۹) (۱۹۵۷–۱۹۵۵)
- رئیس‌جمهور (۱۹۶۴–۱۹۶۲)